# Oğuzhan Çelik
Oğuzhan Çelik (* 22. Juni in Hamm) ist Autor, Journalist und Moderator.
Seit 1998 lebt und arbeitet Çelik in Köln. Er studierte Politikwissenschaften (M.A.) an der Universität zu Köln.
Vornehmlich beim Westdeutschen Rundfunk (WDR) arbeitet Oğuzhan Çelik als mehrsprachiger Hörfunk- und Onlinejournalist. Seit 2005 moderiert und gestaltet er die Talk- und Musiksendung Çılgın auf WDR Funkhaus Europa. Eine Vielzahl von Reportagen, Berichterstattungen und sonstige Radioproduktionen umrahmt die Tätigkeiten des Autors. Weiterhin ist Çelik ehrenamtlich sozial engagiert.